# KBC Indoor 2010
KBC Indoor 2010 – halowy mityng lekkoatletyczny, który odbył się 14 lutego w belgijskiej Gandawie. Zawody zaliczane były do cyklu World Indoor Meetings.

## Rezultaty
| WR – halowy rekord świata \| ER – halowy rekord Europy \| NR - rekord kraju \| WL - najlepszy tegoroczny wynik na listach światowych \| PB - rekord życiowy \| SB - najlepszy wynik w sezonie |

### Mężczyźni
| Konkurencja                   | 1. miejsce          | 1. miejsce | 2. miejsce         | 2. miejsce     | 3. miejsce               | 3. miejsce |
| ----------------------------- | ------------------- | ---------- | ------------------ | -------------- | ------------------------ | ---------- |
| Bieg na 60 m                  | Brian Mariano       | 6,60 PB    | Ryan Shields       | 6,66           | Rodney Green             | 6,66       |
| Bieg na 800 m                 | Jan Van Den Broeck  | 1:50,14    | Thomas Matthys     | 1:50,30 SB     | Hans Omey                | 1:50,56 SB |
| Bieg na 1500 m                | Haron Keitany       | 3:35,69 SB | Juan van Deventer  | 3:36,96 NR, PB | Daniel Kipchirchir Komen | 3:37,19 SB |
| Bieg na 3000 m                | Vincent Rono        | 7:47,60 PB | Essa Ismail Rashed | 7:49,14 SB     | Noureddine Smaïl         | 7:55,70 PB |
| Bieg na 60 m przez płotki     | Shamar Sands        | 7,54 SB    | Dwight Thomas      | 7,64           | Adrien Deghelt           | 7,73 SB    |
| Bieg na 2000 m z przeszkodami | Paul Kipsiele Koech | 5:17,04 WR | Andrey Farnosov    | 5:21,56 ER     | Collins Kosgei           | 5:25,22 PB |
| Skok wzwyż                    | Aleksiej Dmitrik    | 2,26       | James Grayman      | 2,23 NR PB     | Andrea Bettinelli        | 2,20       |
| Skok o tyczce                 | Kevin Rans          | 5,65       | Raphael Holzdeppe  | 5,65           | Damiel Dossévi           | 5,55       |

### Kobiety
| Konkurencja               | 1. miejsce                  | 1. miejsce | 2. miejsce        | 2. miejsce | 3. miejsce        | 3. miejsce |
| ------------------------- | --------------------------- | ---------- | ----------------- | ---------- | ----------------- | ---------- |
| Bieg na 60 m              | Chandra Sturrup             | 7,22 SB    | Myriam Soumaré    | 7,25       | Gloria Asumnu     | 7,26       |
| Bieg na 200 m             | Ebonie Floyd-Broadnax       | 23,46 SB   | Christine Amertil | 23,60 SB   | Anne Möllinger    | 24,10      |
| Bieg na 800 m             | Charlotte Debroux           | 2:07,53 SB | Machteld Mulder   | 2:07,58    | Mariska Parewyck  | 2:09,90    |
| Bieg na 1500 m            | Genzebe Dibaba              | 4:04,80 PB | Angelika Cichocka | 4:11,08    | Fanjanteino Félix | 4:13,15    |
| Bieg na 60 m przez płotki | Danielle Carruthers         | 8,02 SB    | Eline Berings     | 8,02 SB    | Sandra Gomis      | 8,17 PB    |
| Trójskok                  | Anastazja Taranowa-Potapowa | 14,43 SB   | Dana Velďáková    | 14,05      | Martina Šestáková | 13,88 SB   |